# Луцевичи
Луце́вичи (бел. Луцэвічы) — деревня в Кобринском районе Брестской области Белоруссии. Входит в состав Буховичского сельсовета.
По данным на 1 января 2016 года население составило 355 человек в 136 домохозяйствах.

## География
Деревня расположена в 28 км к востоку от города и станции Кобрин, в 72 км к востоку от Бреста, у автодорог Р2 Кобрин-Ивацевичи и М1 Брест-Минск.
На 2012 год площадь населённого пункта составила 1,86 км² (186 га).

## История
Населённый пункт известен с 1890 года. В разное время население составляло:
- 1999 год: 143 хозяйства, 387 человек;
- 2005 год: 133 хозяйства, 357 человек;
- 2009 год: 359 человек;
- 2016 год[1]: 136 хозяйств, 355 человек;